# ماراكمي
ماراكمي هي قرية في مقاطعة ماكو، إيران. يقدر عدد سكانها بـ 189 نسمة بحسب إحصاء 2016.